# Cenobiták
Cenobitáknak nevezték a kereszténység első századaiban a világtól elvonulva élő aszkétákat, kik egy ember vezetése alatt, de még nem kolostorban, hanem egymáshoz közel eső, külön álló kis cellákban laktak, és bizonyos dolgokat, különösen az imádságot, közösen végezték. A cenobita az a monachus, aki másokkal, "testvérei"vel közös életet él.
Különböznek az ún. anakhórétáktól, akik egészen elvonulva és külön élő remeték voltak. Szt. Antal alapított a 4. század elején több ilyen telepet; utána Szt. Pakhomiosz tovább rendszeresítette az együttélést. Innen vezetett azután az átmenet a szervezett szerzetesi életre.

## Etimológia
Az egyházi latin coenobita szó a görög koinobion származéka; ez utóbbi jelentése: közös élet.
A kifejezés először Jeromosnál tűnt fel híres 22. levelében. Cassianus átvette Jeromos terminológiáját, s általa elterjedt a nyugati monasztikus világban. Benedek kifejezetten "cenobiták"-nak szánta reguláját.